# Bamberg (Carolina del Sud)
Bamberg è una città degli Stati Uniti d'America, capoluogo della contea di Bamberg, nello Stato della Carolina del Sud.